# Grand Prix cycliste d'Espéraza
Le Grand Prix d'Espéraza est une course cycliste française qui se déroule à Espéraza, dans le département de l'Aude. 
La course n'est plus disputée par les professionnels à partir de 1967,.

## Palmarès
| Année                 | Vainqueur                        | Deuxième                         | Troisième                        |
| --------------------- | -------------------------------- | -------------------------------- | -------------------------------- |
| Grand Prix d'Espéraza |                                  |                                  |                                  |
| 1935                  | Robert Olivier                   | Pierre Clément                   | Marcel Reville                   |
| 1936                  | Robert Tanneveau                 | René Debenne                     | Rafael Ramos                     |
| 1937                  | Louis Aimar                      | Oreste Bernardoni                | Raymond Louviot                  |
| 1938                  | Marcel Kint                      | Antoine Arnaldi                  | Émile Faixa                      |
| 1939-1940             | Pas d'épreuve                    | Pas d'épreuve                    | Pas d'épreuve                    |
| 1941                  | Victor Pernac                    | Lucien Lauk                      | Benoît Faure                     |
| 1942                  | Marcel Laurent                   | Lucien Lauk                      | Willy Kern                       |
| 1943                  | Pierre Brambilla                 | Albert Fonteyne                  | Giuseppe Martino                 |
| 1944                  | Pas d'épreuve                    | Pas d'épreuve                    | Pas d'épreuve                    |
| 1945                  | Maurice Desimpelaere             | Lucien Vlaemynck                 | André Pieters                    |
| 1946                  | Joseph Berrini                   | Lucien Lauk                      | Félix Bermudez Garcia            |
| 1947                  | Maurice Diot                     | Roger Lambrecht                  | Lucien Lauk                      |
| 1948                  | Attilio Redolfi                  | Maurice Diot                     | Édouard Pamboukdjian             |
| 1949                  | Alfred Macorig                   | Albert Dolhats                   | Pascal Gnazzo                    |
| 1950                  | Henri Chardonnet                 | Alexandre Pawlisiak              | Antonin Canavèse                 |
| 1951                  | Dominique Canavèse               | Louis Forlini                    | Roger Rioland                    |
| 1952                  | Robert Chapatte                  | Robert Desbats                   | Louis Caput                      |
| 1953                  | Édouard Muller                   | Albert Dolhats                   | Élie Rascagnères                 |
| 1954                  | Louison Bobet                    | Albert Dolhats                   | Louis Caput                      |
| 1955                  | Jacques Dupont                   | Jean Dacquay                     | Jean-Marie Cieleska              |
| 1956                  | Jean-Marie Cieleska              | Jacques Dupont                   | François Siniscalchi             |
| 1957                  | Maurice Quentin                  | Emmanuel Busto                   | Philippe Agut                    |
| 1958                  | Jean Milesi                      | André Dupré                      | Marcel Camillo                   |
| 1959                  | Jean-Marie Cieleska              | René Pavard                      | Emmanuel Busto                   |
| 1960                  | Jean Zolnowski                   | Valentin Huot                    | Tino Sabbadini                   |
| 1961                  | Fernand Delort                   | Tino Sabbadini                   | Claude Leclercq                  |
| 1962                  | Fernand Delort                   | Aristide Tarri                   | André Le Dissez                  |
| 1963                  | André Delort                     | Pierre Beuffeuil                 | Fernand Delort                   |
| 1964                  | Pas d'épreuve                    | Pas d'épreuve                    | Pas d'épreuve                    |
| 1965                  | Seamus Elliott                   | Claude Gabard                    | Jean-Pierre Arnaud               |
| 1966                  | Robert Cazala                    | Christian Leduc                  | Jean-Pierre Genet                |
| 1967                  | Joseph Schoeters (en)            | Serge Lapébie                    | Graham Webb                      |
| 1968                  | Pas d'épreuve                    | Pas d'épreuve                    | Pas d'épreuve                    |
| Circuit d'Espéraza    |                                  |                                  |                                  |
| 1969                  | Pierre Martelozzo                | Bernard Daguerre                 | Claude Orus                      |
| 1970                  | Joseph Kerner                    | Guy Mazet                        | Daniel Salles                    |
| 1971                  | Marcel Gaffajoli                 | Luc Pels                         | August Herijgers                 |
| 1972                  | Daniel Salles                    | Roland Smet                      | Jacques Esclassan                |
| 1973                  | Pas d'épreuve                    | Pas d'épreuve                    | Pas d'épreuve                    |
| 1974                  | Maurice Aussenac                 | Bernard Bousquié                 | André Rubègue                    |
| 1975                  | Pas d'épreuve                    | Pas d'épreuve                    | Pas d'épreuve                    |
| Grand Prix d'Espéraza |                                  |                                  |                                  |
| 1976                  | Éric Dall'Armellina              | Lucien Castan                    | Daniel Amardeilh                 |
| 1977                  | Daniel Amardeilh                 | Christian Chauvet                | Mario Rossello                   |
| 1978                  | Patrick Bonnet                   | Michel Guiraudie                 | Daniel Salles                    |
| 1979                  | Roland Smet                      | Dino Bertolo                     | Michel Sacaze                    |
| 1980                  | Patrick Mauriès                  | Bernard Bousquié                 | Jean Doumeng                     |
| 1981                  | Dante Coccolo                    | Claude Bonal                     | Daniel Amardeilh                 |
| 1982                  | Serge Circhirillo                | Jean-Luc Garnier                 | Patrick Mauriès                  |
| 1983                  | Patrick Mauriès                  | Jean-Luc De Sola                 | Serge Circhirillo                |
| 1984                  | Gérard Mercadié                  | Serge Polloni                    | Corrado Donadio                  |
| 1985                  | Daniel Amardeilh                 | Corrado Donadio                  | Claude Aiguesparses              |
| 1986                  | Marc Seynaeve                    | Martinez                         | Denis Pelizzari                  |
| 1987                  | Patrick Mauriès                  | Laurent Jalabert                 | Yvon Corbel                      |
| 1988                  | Fernand Lajo                     | Thierry Ferrer                   | Patrick Audeguil                 |
| 1989                  | David Escudé                     | Lars Michaelsen                  | Joan Llaneras                    |
| 1990                  | Mieczysław Karłowicz             | Sylvain Bolay                    | Gérard Ianotto                   |
| 1991                  | Philippe Mondory                 | Rémy Quinton                     | Philippe Dalibard                |
| 1992                  | annulée en raison d'innondations | annulée en raison d'innondations | annulée en raison d'innondations |
| 1993                  | Philippe Jamin                   | Laurent Drouin                   | Sylvain Bolay                    |
| 1994                  | Mickaël Boulet                   | Nicolas Jalabert                 | Franck Tognini                   |
| 1995                  | Damien Nazon                     | Francis Roger                    | Pascal Galtier                   |
| 1996                  | Emmanuel Bonnot                  | Christophe Allin                 | Vincent Cali                     |
| 1997                  | Florent Cabirol                  | Yvonnick Bolgiani                | François Leclère                 |
| 1998                  | Dominique David                  | Frédéric Morel                   | Christian Magimel                |
| 1999                  | Eddy Lembo                       | Olivier Martinez                 | Frédéric Pedersoli               |
| 2000                  | Bertrand Guerry                  | David Krupa                      | Pierre Elias                     |
| 2001                  | Mark Scanlon                     | Gaël Moreau                      | Sébastien Fournier               |
| 2002                  | Yasutaka Tashiro                 | François Norce                   | Dani Vancells                    |